# Ragnahilda
Ragnahilda va ser una princesa germànica, d'origen i filiació desconegudes, que va ser reina dels visigots pel seu casament amb Euric (466-493) i mare d'Alaric II.

## Biografia

### Origen
Alguns autors, segons esmenten Claude Devic i Joseph Vaissette, antigament havien afirmat que en realitat va ser l'esposa de Teodoric II i no pas d'Euric, però això no és possible perquè Teodoric va morir sense descendència. La seva existència es coneix a través d'una carta de Sidoni Apol·linar a un amic seu. En ella Ragnahilda és esmentada com filla, germana i nora de reis. En tot cas, Wolfram creu que per força havia de ser arriana, perquè Euric ho era, i que probablement es van casar poc abans o tot just aquest va assumir el tron després que assassinés al seu germà, Teodoric II. Altrament, creu que per les accions de gots i sueus al voltant de l'any 466, es podria donar el cas que Ragnahilda fos una princesa sueva, malgrat les tenses relacions que va tenir Euric amb el rei Remismon, antic aliat de Teodoric. No obstant això, Wolfram afirma que hi ha la possibilitat que es casés abans del fratricidi perpetrat per Euric, tot i que dubta que Teodoric tingués interès a casar al seu germà amb una princesa d'un clan reial estranger per donar-li prestigi, perquè l'inquietava el seu germà.
Tanmateix, Ana M. Jiménez afirma contundentment que Ragnahilda va ser una princesa burgúndia. Es basa en el fet que, Teodoric II, abans d'iniciar la guerra amb els sueus, a mitjan dècada del 450, va pactar amb els cabdills burgundis Gundioc i Khilperic I, amb els quals probablement va realitzar un pacte de fidelitat. Així mateix, per reforçar el pacte, com el primer estava casat amb la germana de Ricimer, i, per tant, era neta de Vàlia, Teodoric va voler reforçar el parentesc amb els burgundis, perquè li interessava estar ben avingut amb ells i, així, hauria facilitat el matrimoni d'Euric amb una de les germans de Gundioc. Ragnahilda va arribar a Tolosa en una data desconega, però és esmentada per primera vegada ja casada amb Euric quan és rei, de fet, el seu és el primer nom d'una princesa reial que apareix a la història dels visigots a la Gàl·lia. Recolza aquesta teoria, també, en el fet que Euric, poc després d'assassinar el seu germà, el 468 no enviés llegats per restablir relacions diplomàtiques amb els burgundis, perquè es donaria per suposada l'aliança, en tant que Ragnahilda era en origen una princesa burgúndia. D'altra banda, això donaria tranquil·litat al monarca, perquè tenia la pau assegurada per als seus successor davant dels burgundis, els quals tenien que avuncular els seus fills, és a dir, que l'oncle tenia una gran importància sobre els seus nebots. A més, el prestigi dels consegüents reis visigots va augmentar, perquè el clan reial estava format en tots dos casos per persones relacionades amb la reialesa.

### Vida
A banda de les teories, l'únic episodi conegut de la vida de Ragnahilda és el regal que un noble de la Gàl·lia anomenat Evodi va fer a la reina. El present era un bol o calze d'argent, aparentment pesant, amb uns versos de Sidoni Apol·linar, amic de l'aristòcrata, gravats al seu voltant, que va acabar formant part del tresor reial de Tolosa. Evodi va ser convocat per ordre del rei visigot i va intentar aconseguir influència a la cort presentant aquest regal a la reina Sidoni esmenta en els seus versos el desig que el fill de la reina un dia regni amb el seu pare i n'esdevingui el seu successor. Quan el poeta va acabar la feina per a Evodi, voltava els anys 466-67, i Alaric, el fill de Ragnahilda i Euric ja havia nascut i, a més, aleshores el seu espòs iniciava el regnat. A causa de la sensibilitat i la coneixença de Sidoni i la seva poesia, Wolfram intueix que la reina tenia una educació llatina, així mateix, perquè tant ella com el seu marit tenien en gran estima al poeta gal·loromà i els agradava la seva poesia.

### Llegenda
Altrament, Devic i Vassette afirmaven que els vilatans de Tolosa l'anomenaven Reina Pedauca, tot i que segons ells, és possible que fos confosa amb aquesta reina mítica ambientada a l'època del regne visigot, que, d'altra banda, hauria fet construir a la capital del regne l'antiga església de la Daurada, on hauria estat suposadament enterrada. Aquesta creença que hauria estat, en realitat catòlica i filla d'un rei burgundi. De fet, per a Ana M. Jiménez, aquesta llegenda i la permanència del seu nom esmentada en la cultura popular aquitana com la Reina Pedauca, que significa «la del peu d'oca», demostra que va tenir un gran prestigi i influència al costat del seu marit, i amb un gran poder de decisió sobre el territori aquità.